# والنتین رابویی
والنتین رابویی (انگلیسی: Valentin Rabouille؛ زادهٔ ۱۵ آوریل ۲۰۰۰) بازیکن فوتبال است.
از باشگاه‌هایی که در آن بازی کرده‌است می‌توان به باشگاه فوتبال نیم المپیک اشاره کرد.